# MakerBot
MakerBot (eigentlich MakerBot Industries, LLC) ist ein Hersteller für 3D-Drucker und -Scanner aus New York City. Das Unternehmen wurde im Jahr 2009 gegründet und galt als einer der führenden Vertreter seiner Branche.

## Geschichte
Im Jahr 2004 wurde das sogenannte RepRap-Projekt durch einen Aufsatz von Adrian Bowyer ins Leben gerufen, in dem er die Entwicklung eines freien und preiswerten 3D-Druckers skizzierte. Aus der Veröffentlichung ging die RepRap Research Foundation hervor, die als gemeinnützige Organisation die Pläne realisieren sollte. An ihr war neben Bowyer auch Zach Smith beteiligt. Aufgrund der hohen Nachfrage nach den Entwicklungen von RepRap gründeten sie zusammen mit dem Video-Blogger Bre Pettis im Jahr 2009 schließlich das Unternehmen MakerBot Industries, LLC.
Im September 2012 eröffnete MakerBot das erste Ladengeschäft in New York City. Interessenten können dort die Produkte des Unternehmens erwerben und vor Ort ausprobieren. MakerBot wurde einer breiten Öffentlichkeit durch die Kooperation mit Nokia bekannt. Im Zuge der Einführung des Lumia 520 und Lumia 820 auf dem Mobile World Congress 2013 haben Nokia und MakerBot ein Projekt gestartet, im Rahmen dessen passgenaue Schutzhüllen für Smartphones selbst hergestellt werden können.
Im Juni 2013 wurde MakerBot an Stratasys für 403 Millionen Dollar verkauft. Mit dem Verkauf wurde zugleich der Open-Hardware-Ethos von MakerBot verlassen. Dies führte zu einer Abkehr der Unterstützung durch die OpenCommunity. Einerseits war die Community über die plötzliche Änderung der Lizenzierung ihrer Dateien auf dem MakerBot-Onlinedienst Thingiverse empört, da das Unternehmen versuchte, frei hochgeladene Designs zu patentieren, zuvor unterstützte Dokumentationen zu löschen und neue Drucker und Software nunmehr ausschließlich als proprietäre Technologie freizugeben. Andererseits führten die proprietären Designs von MakerBot aus technischer Sicht zu einem völligen Fehlschlag. Der „Smart Extruder“ von MakerBot war so schlecht, dass es zu einer Sammelklage gegen Stratasys kam. Dies führte im Ganzen zu einem Rückgang der Verkaufszahlen und zu zahlreichen Entlassungen bei MakerBot.
Die Anfänge und die Entwicklung von MakerBot werden in der Netflix-Dokumentation „Print the Legend“ über die „3D-Druck-Revolution“ – die Expansion des Marktes für 3D-Drucker in den USA – plastisch dargestellt.

## Produkte
MakerBot besitzt bislang keine festgelegten Produkt- oder Fertigungslinien, neue Modelle erscheinen in unregelmäßigen Abständen.

### Cupcake CNC

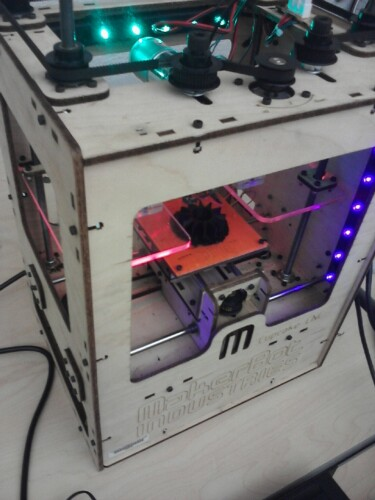
Cupcake CNC

Erstes Produkt des Unternehmens war der Cupcake CNC, der im März 2009 vorgestellt wurde. Er vereinte die Ideen des RepRap-Projekts mit dem Ziel, den Drucker möglichst erschwinglich zu machen. Er konnte Kunststoffteile bis zu einer Größe von etwa 10 × 10 × 15 Zentimeter herstellen. Der Drucker arbeitete mit Acrylnitril-Butadien-Styrol (ABS), „high density“ Polyethylen (HDPE) und Polylactiden (PLA). Der Drucker wurden als Bausatz verkauft: Die Leiterplatten waren bereits verlötet, der Käufer muss nur noch kleinere Lötarbeiten an unkritischen Stellen vornehmen.
Der Cupcake CNC verkaufte sich schneller, als MakerBot ihn produzieren konnte. Im September 2009 waren bereits mehr als 200 Maschinen im Einsatz. Die Nachfrage war so groß, dass Besitzer des Cupcake vom Hersteller aufgefordert wurden, Einzelteile für weitere 3D-Drucker gegen Bezahlung herzustellen.

### Thing-O-Matic

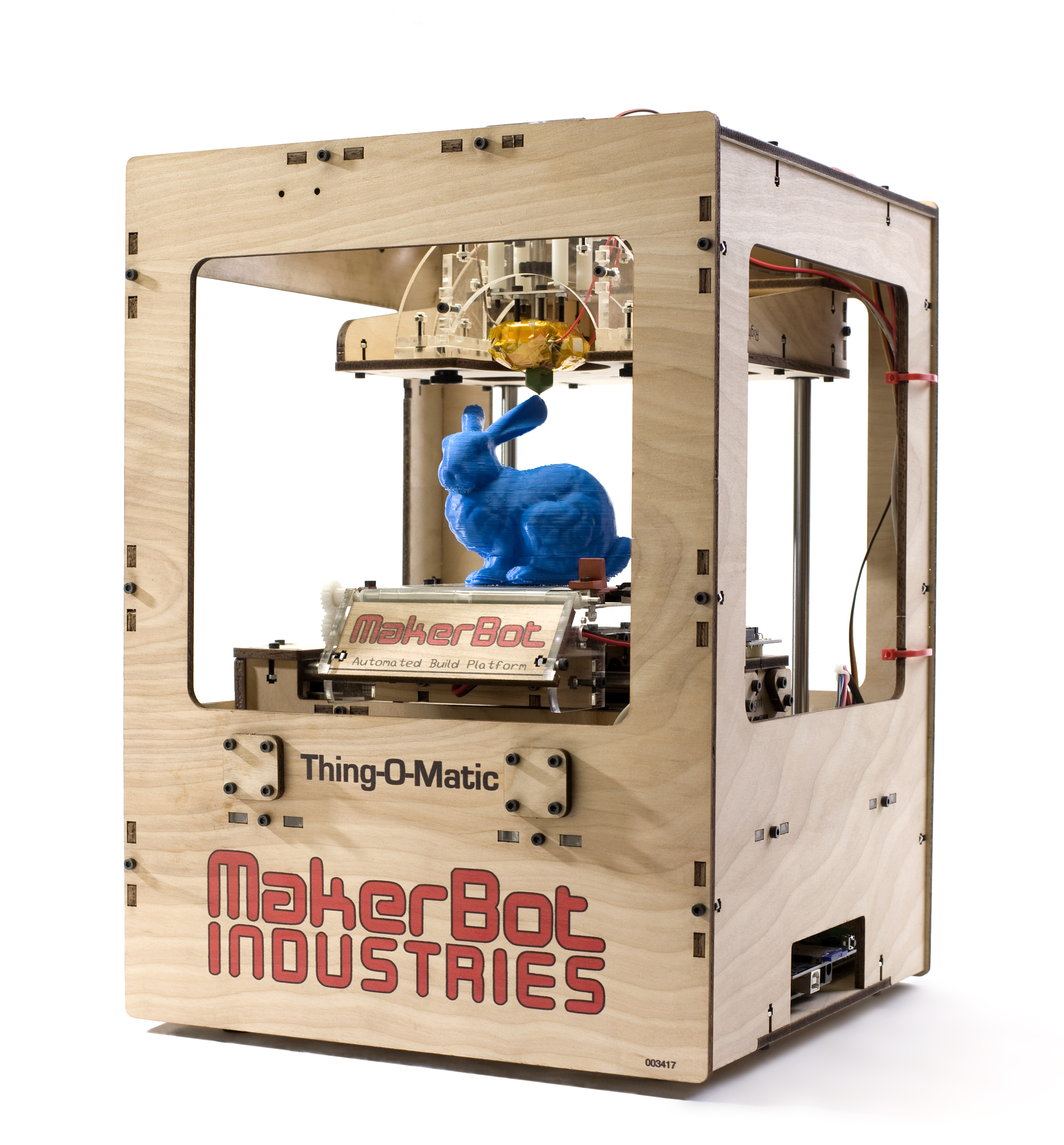
Thing-O-Matic

Als Nachfolger des Cupcake CNC wurde 2010 der Thing-O-Matic vorgestellt. Er enthält unter anderem ein kleines Förderband, so dass eine automatisierte Reihenproduktion möglich war.

### Replicator

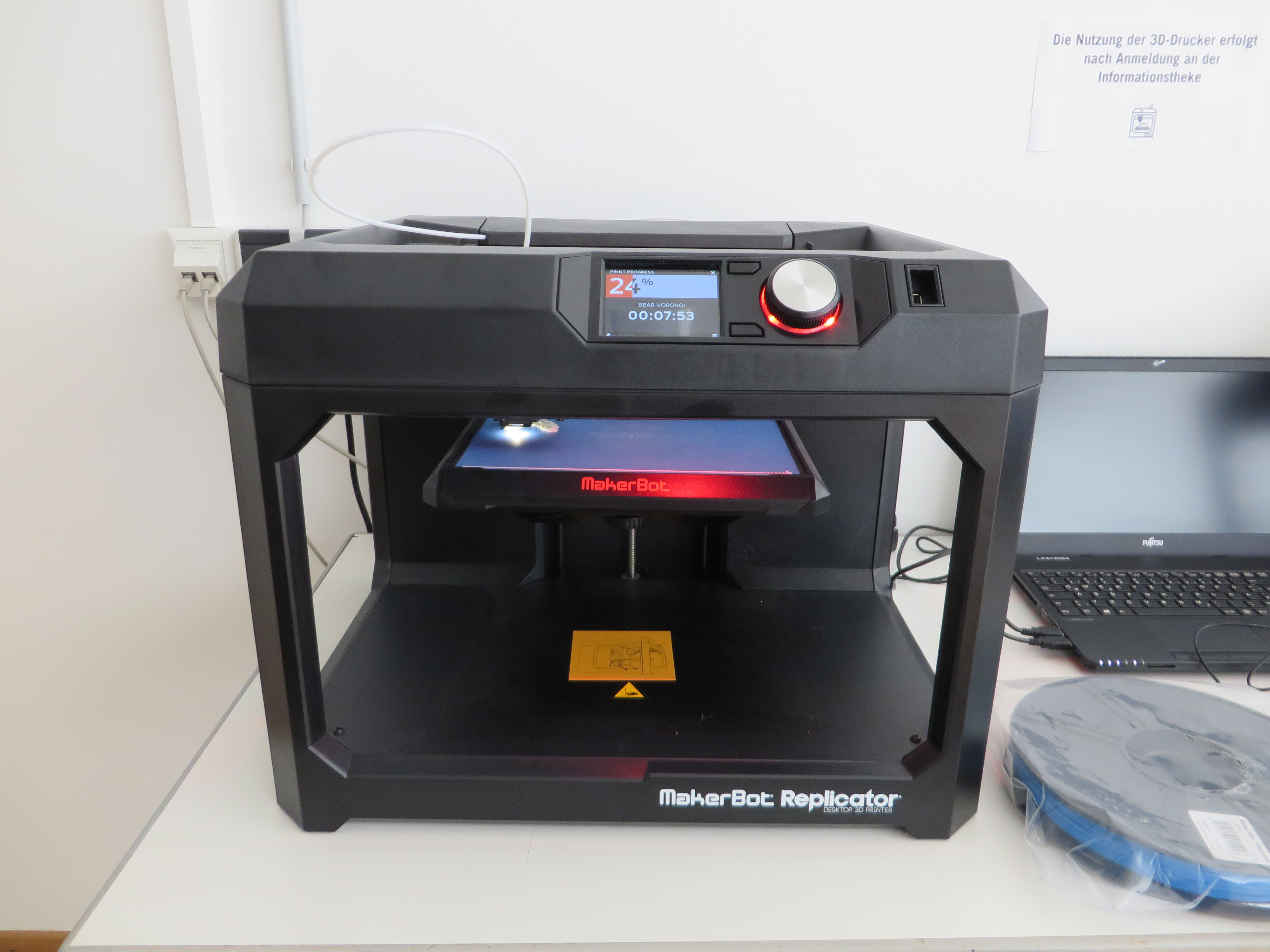
Replicator

Anfang 2012 folgte der Replicator, der das Drucken wesentlich größerer und zweifarbiger Gegenstände erlaubte. Im September des gleichen Jahres wurde der Replicator 2 vorgestellt, der eine höhere Auflösung erlaubt und standardmäßig mit PLA druckt, wodurch der Energieverbrauch sinkt.
Die früheren Modelle wurden als Open Source veröffentlicht. Da es vom ersten Replicator 1:1 Kopien gab, war der Replicator 2 Closed Source. Das Unternehmen wurde dafür aus der Szene der FabLabs stark kritisiert, denn durch die fehlenden Baupläne lässt er sich schlechter reparieren und warten.

### Digitizer
Im März 2013 präsentierte MakerBot auf der Technologiekonferenz South by Southwest (SXSW) in Texas seinen ersten 3D-Scanner. Das Modell sollte es ermöglichen, beliebige Objekte derart zu digitalisieren, dass sie auf einem Replicator vervielfältigt werden können. Die Markteinführung fand schließlich im August 2013 statt, es können Objekte mit einer Höhe von bis zu 20 Zentimetern gescannt werden.